# Gëzim Shalaj
Gëzim Shalaj (Berna, 28 luglio 1990) è un calciatore svizzero, centrocampista svincolato.

## Carriera
Il 3 luglio 2014 firma un contratto biennale con i rumeni del Pandurii, squadra della prima divisione rumena.